# Прищіпка
Прищі́пка (рідко прище́пка) — спеціальний вид затискача, що, зазвичай, використовується для кріплення предметів (наприклад, одягу до білизняної мотузки). Як виріб промисловості прищіпка має міжнародну класифікаційну назву «С-47».

## Матеріал
До широкого застосування пластику прищіпки виготовляли переважно з деревини або металу. Наразі ж переважаючим матеріалом для виготовлення прищіпок є пластмаса.

Пластмасові прищіпки на мотузці

## Історія прищіпки
Археологи знаходять прообрази прищіпок на стоянках первісної людини. Зазвичай давні затискачі мали вигляд кісток (паличок), стягнутих жилами тварин, або цільнодерев'яного «пристрою»: в середині гілки, або кістки, робився паз, яким прищіпка насаджувалася на мотузку, на одяг (як ґудзик-цурочка) тощо. Зовнішньо та функціонально таки защіпки нагадували сучасні шпильки (технічні чи для волосся).
Ймовірно, перші защіпки, подібні сучасним (дві пласкі з'єднані палички), з'явилися в циган, які за їхньою допомогою сушили одяг в умовах частих степових вітрів.
Перший патент на защіпку видано 1832 року в США — дві дерев'яні смужки, поєднані гвинтом. У 1832—1887 роках видано ще 146 патентів на винаходи різних типів прищіпок, дерев'яні та металеві.
У 1970-х роках почалося виробництво пластмасових прищіпок. У 1980-х роках із розвитком сучасних матеріалів з'являються різні види кріплення-пружин защіпок: металеві смуги, П- і С-подібні тощо. Популярним зразком стала лита пластмасова прищіпка (довжина 4 см, кут розкриття — 30°) із рифленими бічними частинами.